# Cuevas de Koněprusy
Las cuevas de Koněprusy (en checo: Koněpruské jeskyně) son un sistema de cuevas en el corazón de la región de piedra caliza conocida como Karst de Bohemia, en la región de Bohemia Central de la República Checa. Se encuentra en el municipio de Koněprusy, a unos 25 kilómetros al suroeste de Praga, a 6 km al sur de Beroun. Con una longitud de 2 km y un alcance vertical de 70 m, es el mayor sistema de cuevas de Bohemia.

## Las cuevas
Una colina llamada Zlatý kůň (Caballo de Oro) se eleva por encima del pueblo de Koněprusy, cerca de otra colina llamada Kobyla (Mare), y cerca se encuentra un lugar llamado V koníku (En un Caballito). Un corto viaje hacia el oeste conduce a Kotýz, una meseta cárstica. Se han tejido muchas leyendas sobre Kotýz y una de ellas habla de caballos sagrados utilizados por los celtas para las campañas de guerra. En este lugar existió un asentamiento prehistórico que, en tiempos de los celtas, algunos expertos creen que podría haber servido como lugar de culto; posiblemente los druidas mantenían aquí un culto al caballo.
La colina del Caballo de Oro esconde el sistema de cuevas más extenso de Bohemia, descubierto accidentalmente tras una explosión en una cantera de piedra caliza cercana en 1950 y que posteriormente se hizo accesible al público en 1959. Con una extensión de dos kilómetros y tres niveles, el sistema de cuevas del interior de la colina de Zlatý kůň está formado por pasadizos y cámaras abovedadas interconectadas por pozos desarrollados en piedra caliza de la era devónica. Las cuevas se formaron por un pequeño arroyo a finales del periodo Terciario, así como por las lluvias que se filtraron a través de las grietas de la caliza. Las ricas formaciones de espeleotemas fueron creadas por una gran cantidad de estalagmitas y estalactitas, así como por pequeños lagos de sinterización. Un recorrido lleva a los visitantes por los niveles superior y medio, que presentan una cadena de cámaras abovedadas, cavernas y pasadizos con oscuros abismos entre ellos. Los expertos consideran que la zona más bella es la extensa cámara de Prošek con su Jezírko lásky (pequeño lago del Amor) de sinterización. La cueva también ofrece las espectaculares "Rosas de Koněprusy", un espectáculo que no puede encontrarse en ningún otro lugar del mundo. Se formaron por carbonato de calcio disuelto en agua, que luego se precipitó gradualmente en las paredes del lago subterráneo en forma de arbustos, cuyas puntas se desprendieron posteriormente para crear una formación inusual que recuerda a las flores de las rosas.

## Hallazgos
En las partes rellenas de tierra de las cuevas, los paleontólogos han excavado miles de huesos de animales prehistóricos del Pleistoceno. Con una antigüedad de entre 200.000 y 300.000 años, los hallazgos incluyen los restos de los antepasados del elefante mastodonte, el tigre dientes de sable, el mono, el oso de las cavernas, el ciervo, el reno, el león de las cavernas, el rinoceronte lanudo, el lobo, el castor, la hiena y el caballo, entre otros.
Los huesos fosilizados de seres humanos prehistóricos de unos 45.000 años de antigüedad, las herramientas de piedra y los objetos decorativos de la primera Edad de Piedra demuestran que el hombre prehistórico también encontró refugio en las cuevas. En el nivel superior de las cuevas se descubrió un taller de falsificación, denominado desde entonces "la Casa de la Moneda". Aquí, de 1460 a 1470, unos falsificadores desconocidos fabricaron las monedas husitas con el símbolo del león checo. En lugar de plata, utilizaban cobre recubierto de amalgama de plata. Se desciende bajo tierra por un pozo cercano a la cima de la colina del Caballo de Oro. Ofrece vistas panorámicas en todas las direcciones; cuando hace buen tiempo se puede ver una sexta parte de Bohemia. La visita a las cuevas tiene una longitud de 620 m y dura aproximadamente una hora.